# 批次檔
，在DOS、OS/2、Microsoft Windows中，是一種用來當成腳本語言運作程式的檔案。它本身是文本文件，其中包含了一系列讓具備命令行界面的直譯器讀取並執行的指令。它应用于DOS和Windows系统中，它是由DOS或者Windows系统内嵌的直譯器（通常是COMMAND.COM或者CMD.EXE）解释运行。它相當於是類Unix系統下的Shell script。
在DOS及Windows 9x作業系統家族中，批次檔的副檔名為.bat。在OS/2及Windows NT作業系統家族，添加了.cmd这个副檔名。在其他操作系统中，批处理文件可能具有不同的扩展名，例如，4OS，4OS2和4NT使用.btm副檔名。當執行批次檔時，shell程式會讀取檔案內容，之後通常是以逐行的方式，執行它的命令。其最简单的例子，是逐行书写在命令行中会用到的各种命令。也可以在批次檔後面加上更多種類的參數。更复杂的情况，需要使用if、for、goto、choice等命令控制程式的运行过程，如同C語言、Basic等高级语言一样。如果需要实现更复杂的应用，利用外部程式是必要的，这包括系统本身提供的外部命令和第三方提供的工具或者软件。批处理程序虽然是在命令行环境中运行，但不仅仅能使用命令行软件，任何当前系统下可运行的程序都可以放在批处理文件中运行。
有些人认为批处理语言的含义要比上面的描述更广泛，还包括许多软件自带的批处理语言，如 Microsoft Office、Visual Studio、Adobe Photoshop 所内置的批处理语言的功能，用户可通过它们让相应的软件执行自动化操作（例如调整某个资料夹所有 PSD 图档的解析度）。 而这类批处理语言也大多提供把一系列操作录制为批处理文件的功能，这样用户不必写程式就能得到批处理程序。